# Chalcides lanzai
Chalcides lanzai е вид влечуго от семейство Сцинкови (Scincidae). Видът е почти застрашен от изчезване.

## Разпространение и местообитание
Разпространен е в Мароко.
Обитава гористи местности и ливади.